# Comuna Mala Subotica, Međimurje
Mala Subotica este o comună în cantonul Međimurje, Croația, având o populație de 5.452 de locuitori (2011).

## Demografie
Componența etnică a comunei Mala Subotica
     Croați (86,72%)
     Romi (12,73%)
     Necunoscut (0,07%)
     Neclasificat (0,33%)
Componența confesională a comunei Mala Subotica
     Catolici (96,29%)
     Necunoscută (1,54%)
     Alte religii (2,16%)
Conform recensământului din 2011, comuna Mala Subotica avea 5.452 de locuitori. Din punct de vedere etnic, majoritatea locuitorilor (86,72%) erau croați, cu o minoritate de romi (12,73%). Apartenența etnică nu este cunoscută în cazul a 0,07% din locuitori. Din punct de vedere confesional, majoritatea locuitorilor (96,29%) erau catolici. Pentru 1,54% din locuitori nu este cunoscută apartenența confesională.